# 惠靈頓 (密蘇里州)
惠靈頓（英語：Wellington）是位於美國密蘇里州拉法葉縣的城市。

## 人口
根據2020年美國人口普查的數據，惠靈頓的面積為2.92平方千米，當中陸地面積為2.82平方千米，而水域面積為0.09平方千米。當地共有人口738人，而人口密度為每平方千米253人。